# مستیسلاف روستروپوویچ (کشتی)
مستیسلاف روستروپوویچ (کشتی) (به انگلیسی: Mstislav Rostropovich (ship)) یک کشتی است که طول آن ۱۳۵٫۷۵ متر (۴۴۵٫۴ فوت) می‌باشد. این کشتی در سال ۱۹۸۱ ساخته شد.